# Petite Peste
Pour les articles homonymes, voir Peste (homonymie).
Pour plus de détails, voir Fiche technique et Distribution.
Petite Peste est un film français réalisé par Jean de Limur et sorti en 1939.

## Fiche technique
- Titre : Petite Peste
- Réalisation : Jean de Limur
- Scénario et dialogues : Jean-Louis Bouquet, d'après la pièce de Romain Coolus
- Photographie : Pierre Levent et Georges Million
- Décors : Claude Bouxin
- Son : Georges Gérardot
- Musique : Édouard Flament
- Montage : Mireille Dessette
- Société de production : Consortium de production de films
- Pays d'origine :  France
- Genre : Comédie
- Durée : 80 minutes
- Date de sortie : France - 22 février 1939

## Distribution
- Geneviève Callix : Marceline Lambert, la petite peste
- René Lefèvre : Jacques Chantelouve
- Jeanne Boitel : Hélène Bertheron
- Henri Rollan : M. Bertheron
- Marcel Vallée : M. Lambert, le père de Marceline
- André Roanne : Raoul Cernay
- Junie Astor : Georgette Rousson
- Jeanne Fusier-Gir : Mlle Mustel, la directrice du pensionnat
- Marcel Carpentier : M. Rousson
- Micheline Presle : une élève
- Hugues de Bagratide : un spectateur
- Lina Roxa